# Pacte d'estabilitat i creixement
El Pacte de l'estabilitat i de creixement és un acord dels Estats membres de la Unió Europea en relació amb la seva política fiscal, el seu objectiu bàsic és facilitar i mantenir la Unió econòmica i monetària de la Unió Europea. El fonament jurídic del pacte es troba als articles 99 i 104 del Tractat de la Unió Europea –actualment, articles 121 i 126 del Tractat de funcionament de la Unió Europea–, amb les esmenes adoptades el 1993 a Maastricht i les decisions posteriors relacionades.
El Pacte consisteix en una supervisió fiscal dels països membres i un règim sancionador per l'incompliment de les seves condicions. Va ser adoptat el 1997, per assegurar-se, per a després de l'entrada de l'euro, la continuació de la mateixa disciplina fiscal que s'havia establert entre els països candidats a l'entrada a l'euro amb els denominats Criteris de convergència.

## Antecedents i objectius
El Pacte d'estabilitat i creixement neix com una necessitat dels països de la zona euro després de l'entrada de la tercera etapa de la Unió econòmica i monetària.
L'objectiu del Pacte d'estabilitat i creixement és prevenir l'aparició d'un dèficit pressupostari excessiu en la zona de l'euro després de l'entrada en vigor de l'euro. El Tractat europeu que va establir l'euro només preveia criteris quantitatius de dèficit per entrar dins del sistema de la moneda única, però no definia la política pressupostària que havia de seguir-se després de l'entrada, per això els Estats membres van considerar necessari aprovar un «Pacte d'Estabilitat i creixement».
El Pacte està destinat a garantir una gestió sana de la Hisenda Pública a la zona euro, per tal d'evitar que una política pressupostària laxa d'un Estat membre penalitzi als altres mitjançant els tipus d'interès i així donar confiança a l'estabilitat econòmica d'aquesta zona. L'objectiu del Pacte és garantir una convergència sostinguda i duradora de les economies dels Estats membres de la zona de l'euro.
L'acord sobre el Pacte d'estabilitat i creixement es va assolir en el Consell Europeu de Dublín, celebrat al desembre de 1996. El Consell Europeu va invitar el Consell de Ministres d'Economia i Finances de la Unió Europea (ECOFIN), a elaborar una Resolució sobre el Pacte d'estabilitat i creixement, que va ser adoptat pel Consell Europeu d'Àmsterdam, celebrat al juny de 1997.

## Principis
L'aplicació del Pacte d'estabilitat i creixement es basa principalment en dos puntals: el principi de supervisió multilateral de les situacions pressupostàries i el procediment de dèficit excessiu.

### Supervisió multilateral
Per concertar la seva situació econòmica i financera, els Estats membres de la zona de l'euro han de presentar un programa d'estabilitat, que conté: 
- L'objectiu a mitjà termini d'aconseguir una situació pressupostària pròxima a l'equilibri o amb superàvit, i la trajectòria d'ajust per assolir aquest objectiu, així com la tendència prevista de la ràtio del deute públic.
- Els principals supòsits amb relació a les perspectives econòmiques –creixement, col·locació, inflació i d'altres variables importants–.
- Una descripció de les mesures pressupostàries i d'altres mesures de política econòmica que estiguin adoptant o estigui previst adoptar per assolir els objectius del programa.
- Una anàlisi de l'efecte que la modificació dels principals supòsits econòmics produirà a la situació pressupostària i al deute.

Els Estats membres no pertanyents a la zona euro han d'elaborar també programes denominats de «convergència» que han de contenir a més a més dels elements del programa d'estabilitat, els objectius de la política monetària a mitjà termini i la relació dels mencionats objectius amb l'estabilitat de preus i dels tipus de canvi.
El Consell, amb els estudis de la Comissió i el Comitè Econòmic i Financer sobre aquests programes, ha d'establir una denominada «supervisió multilateral» que ha d'examinar: 
- Si l'objectiu pressupostari a mitjà termini establert en el programa d'estabilitat aporta un marge de seguretat suficient per evitar un dèficit excessiu.
- Si són realistes els supòsits econòmics en què es basi el programa.
- Si les mesures objecte d'adopció o previstes basten per poder assolir l'objectiu pressupostari a mitjà termini.

En el marc de supervisió multilateral, el Consell vigilarà l'aplicació dels programes d'estabilitat. Si detecta desviacions importants respecte de l'objectiu pressupostari a mitjà termini, formularà una recomanació a l'Estat que es tracti, invitant-lo a adoptar les mesures d'ajust necessàries per a impedir que es produeixi un dèficit excessiu.
Si en posteriors controls, s'observa que aquestes desviacions persisteixen o s'agreugen, el Consell formularà una recomanació a l'Estat membre que es tracti, perquè adopti amb promptitud mesures correctores, recomanació que podrà donar a conèixer.

### Procediment de dèficit excessiu
Aquest procediment s'inicia si un Estat membre incompleix el criteri de dèficit públic màxim, fixat en el 3% del PIB. La interpretació tècnica dels termes del pacte es realitza de conformitat amb el Sistema Europeu de Comptes (SEC) d'elaboració de comptes nacionals.
El procediment aprovat en el Reglament comunitari per a la imposició de sancions estableix que, si el Consell constata un dèficit excessiu, envia, en primer lloc, recomanacions a l'Estat membre en qüestió perquè adopti mesures per tal d'eliminar aquest dèficit excessiu. Si l'Estat membre no s'ajusta a aquestes recomanacions o no adopta mesures destinades a millorar la situació, el Consell pot imposar-li sancions. La sanció consisteix inicialment en un dipòsit sense interessos, a favor de la Comunitat. L'import d'aquest dipòsit comprèn un element fix igual al 0,2% del PIB i un element variable igual a la dècima part de la diferència entre el dèficit –expressat en percentatge del PIB de l'any en què s'ha considerat excessiu el dèficit– i el valor de referència (3%). Cadascun dels anys següents, el Consell podrà decidir reforçar les sancions exigint un dipòsit addicional que serà igual a la dècima part de la diferència entre el dèficit, expressat en percentatge del PIB de l'any anterior, i el valor de referència del 3% del PIB.

### Orientacions generals de les polítiques econòmiques o «clàusula de govern econòmic»
Des de l'entrada a la tercera etapa de la UEM, el procediment de supervisió multilateral ha portat unit a ell com a medi de diàleg sobre la política econòmica i pressupostària entre La Unió i els països, una sèrie d'«orientacions generals» de les polítiques econòmiques, que venen a ser recomanacions del Consell als Estats membres, elaborades cada any pel Consell a proposta de la Comissió. Els Estats han d'orientar la seva política econòmica segons aquestes recomanacions. La Comissió també elabora cada any un informe sobre la seva aplicació.

## Debat posterior
Havent pres en compte les dificultats que han tingut i tenen alguns Estats membres per assolir els compromisos pressupostaris contrets al programa d'estabilitat. A la tardor de 2002 va tenir lloc un debat sobre el Pacte d'estabilitat i creixement i els compromisos d'arribar el 2004 a l'equilibri pressupostari. Com a conseqüència de tot plegat, per una part s'ha produït un ajornament, la Comissió Europea va endarrerir fins al 2006 l'objectiu de dèficit zero. D'altra banda s'ha reformat el PEC, amb la introducció tres nous elements: 
- 1. La regla de l'equilibri o superàvit pressupostari ha d'ajustar-se a la situació del cicle econòmic, prenent en consideració no els «dèficits nominals» com fins ara, sinó els «dèficits estructurals».
- 2. Al procediment de vigilància i supervisió dels dèficit excessius se n'ha de ponderar més «el sosteniment sostenible del deute públic a llarg termini» enfront dels «dèficits corrents» i d'aquesta manera hi haurà una supervisió més estreta a aquells Estats amb elevats nivells de deute que no siguin capaços de reduir-los, significativament i a llarg termini se'ls aplicaria automàticament el procediment dels dèficits excessius.
- 3. Es flexibilitza el compliment de la regla d'equilibri pressupostari, permetent a aquells Estats amb situacions pressupostàries «sanes» puguin desviar-se excepcionalment i de forma temporal de la regla de l'equilibri o superàvit pressupostari, sempre que no se superi el límit del 3% del Producte Interior Brut. A canvi s'obliga als Estats que evitin una relaxació de la seva situació pressupostària quan es trobin a la fase expansiva del cicle econòmic.

## La crisi del deute sobirà i el pacte d'estabilitat i creixement
És després de la Crisi econòmica de 2008 i la Crisi de la zona euro  quan comença a plantejar el Pacte d'estabilitat i creixement i portar els països europeus davant d'un compromís formal.